# Flingern-Süd
Flingern-Süd, Düsseldorf-Flingern-Süd – dzielnica miasta Düsseldorf w Niemczech, w okręgu administracyjnym 2, w kraju związkowym Nadrenia Północna-Westfalia, w rejencji Düsseldorf.